# Кубок Греції з футболу 1953—1954
Кубок Греції 1953—54 — 12-й розіграш Кубка Греції.
Фінал відбувся 23 травня 1954 на стадіоні Апостолос Ніколаїдіс (Афіни). Зустрілися команди Олімпіакос та Докса Драма. Олімпіакос виграв з рахунком 2:0.

## Чвертьфінали
| Господарі     | Результат | Гості             |
| ------------- | --------- | ----------------- |
| Панатінаїкос  | 0-1       | Аполлон Смірніс   |
| Паніоніс      | 2-0       | Аполлон Каламарія |
| Аріс          | 1-2       | Докса Драма       |
| Астерас Афіни | 0-4       | Олімпіакос        |

## Півфінал
| Господарі   | Результат | Гості           |
| ----------- | --------- | --------------- |
| Олімпіакос  | 1-1       | Аполлон Смірніс |
| Олімпіакос  | 1-0       | Аполлон Смірніс |
| Докса Драма | 2-0       | Паніоніс        |

## Фінал
| 23.05.1954 |

| Олімпіакос             | 2:0 | Докса Драма |
| ---------------------- | --- | ----------- |
| Дросос 31' Дарівас 38' |     |             |

| Апостолос Ніколаїдіс, Афіни Арбітр: Ціціс |